# Cimentier (fabricant)
Pour les articles homonymes, voir cimentier.
Un cimentier, ou producteur de ciment, est un industriel spécialisé dans la fabrication du ciment. Il s'agit d'une industrie stratégique, à la source d'une matière première importante dans le secteur de la construction, servant notamment dans la fabrication du béton.

## Panorama
Le premier cimentier est Joseph Vicat (de la future Société des Ciments Vicat), qui fonde sa première cimenterie à Vif (Isère) en 1853.
Au début du XXIe siècle, le secteur des cimentiers fait l'objet de grandes fusions. En 2014, le premier producteur mondial de ciment, le français Lafarge et le suisse Holcim fusionnent et donnent naissance à un nouveau géant, Holcim. Dans une démarche similaire, HeidelbergCement rachète Italcementi en 2015.

## Classement des entreprises cimentières en 2020 par volumes de ciment produits annuellement
1. China National Building Material  (CNBM) : 521 millions de tonnes ;
2. Anhui Conch Cement Company : 355 millions de tonnes ;
3. Holcim (résultat de la fusion de  Holcim et  Lafarge) : 287 millions de tonnes ;
4. Heidelberg Materials (dont  Italcementi  Ciments Calcia,  Ciments du Maroc) : 187 millions de tonnes ;
5. Jidong Cement : 170 millions de tonnes ;
6. UltraTech Cement : 117 millions de tonnes ;
7. Shandong Shanshui Cement Group : plus de 100 millions de tonnes ;
8. Huaxin Cement Co. : plus de 100 millions de tonnes ;
9. Cemex : 93 millions de tonnes ;
10. Hongshi Cement : 83 millions de tonnes.

### Autres producteurs européens
- Cement Roadstone Holdings (CRH, dont la branche française EQIOM, préalablement Holcim France) ;
- Vicat (dont sa filiale  Ciments Vigier).